# 大步走
《大步走》（英語：The Runner），為香港電視廣播有限公司拍攝製作的時裝跑步、勵志、溫情、愛情電視劇，由陳山聰、姚子羚、張達倫及劉穎鏇領銜主演，並由羅天宇、陳自瑤、胡諾言、趙希洛、蔣志光、張國強、泰臣及林子善聯合演出，編審盧美雲及湯健萍（第14至25集），監製黃偉聲。
此劇於2020年11月16日在myTV Gold及TVB Anywhere點播專區搶先看全套上架。

此劇以跑步為題，帶出故事的主題斷捨離。跑步與斷捨離近似，人生像跑步，向前跑，不向後望；斷捨離則是希望拋棄不捨得而又不再用的舊物，放下過去。兩者之間有著一定聯繫，放下過去，展望未來。

## 播出時間
| 頻道                       | 所在地               | 播映日期       | 播出時間／備註                            |
| -------------------------- | -------------------- | -------------- | ----------------------------------------- |
| myTV Gold點播區            | 香港                 | 2020年11月16日 | 每週一晚上八時更新五集 提供粵語、國語版本 |
| TVB Anywhere點播區         | TVB Anywhere服務地區 | 2020年11月16日 | 每週一晚上八時更新五集 提供粵語、國語版本 |
| Astro Go、 On Demand點播區 | 马来西亚             | 2020年11月23日 | 每週一晚上八時更新五集                    |
| 翡翠台                     | 香港                 | 2021年3月8日   | 星期一至五晚21:30－22:30                  |
| 翡翠台                     | TVB Anywhere服務地區 | 2021年3月8日   | 星期一至五晚21:30－22:30                  |
| Astro AOD                  | 马来西亚             | 2021年3月8日   | 星期一至五晚21:30－22:30                  |
| 八度空间                   | 马来西亚             | 2023年4月30日  | 每逢周末 晚上19:00-20:00 (周末TVB)        |

## 演員

### 曾家／袁家
| 演員           | 角色           | 暱稱／關係 |
| 王綺琴         | 袁 柔          | 花生糖（高安專稱） 清潔公司老闆 曾敬秋之妻 曾念孝之母 袁力之姊，曾與其反目，於第3集和好 郭貝兒之姑媽 凌承祿之姑岳母 戴芬妮之奶奶 |
| 歐瑞偉         | 曾敬秋         | 袁柔之夫 曾念孝之父 袁力之姐夫，曾反目，後和好 於第9集中對袁柔和袁力和好大為不滿，也痛恨袁力身邊的朋友 直至在第12集因弄傷腰部需要袁力幫忙照顧下才對他漸漸改觀 郭貝兒之姑丈 凌承祿之姑岳父 戴芬妮之老爺 |
| 陳山聰         | 袁 力          | 靂Sir、田鴨、霹靂仔 跑步教練 運動用品品牌Sports Kingdom代言人 黎舜梵之好友 郭皇普之好友 劉映雪之前夫 郭貝兒之父，與其失散多年，於第11集與其父女相認（在之前一直以為其女兒已經去世，但後來在袁柔提醒下才得知其女兒仍然在生） 袁柔之弟 曾敬秋之舅仔，曾反目，後和好 曾念孝之舅父 何家欣之教練兼鬥氣冤家，於第25集為其男友 凌承祿之岳父 於第25集參加圍港跑                           |
| 梁彥宗         | 曾念孝         | Howard 曾敬秋、袁柔之子 袁力之外甥 郭貝兒之表哥 凌承祿之表大舅子 戴芬妮之男友，後為其夫 第12集回港 於第17集成為戴芬妮男友 於第21集被眾人發現並無學位 |
| 林靖文（童年） | 郭貝兒／袁雙雙 | Belle、公主（何家欣專稱） 跑步選手 性格潑辣任性 小時候因發生交通意外而受傷 袁力、劉映雪之女 後來因劉映雪改嫁郭皇普的關係，而成為郭皇普的繼女並改名為郭貝兒 與袁力失散多年，於第11集與其父女相認 袁柔、曾敬秋之姪女 曾念孝之表妺 戴芬妮之同事兼表姑子 何家欣之好友，后为其继女 黎舜梵、刑可梔之隊友 於第13集向凌承祿示愛，成為其女友，於第18集分手，於第19集復合，於第25集成為其妻 |
| 劉穎鏇         | 郭貝兒／袁雙雙 | Belle、公主（何家欣專稱） 跑步選手 性格潑辣任性 小時候因發生交通意外而受傷 袁力、劉映雪之女 後來因劉映雪改嫁郭皇普的關係，而成為郭皇普的繼女並改名為郭貝兒 與袁力失散多年，於第11集與其父女相認 袁柔、曾敬秋之姪女 曾念孝之表妺 戴芬妮之同事兼表姑子 何家欣之好友，后为其继女 黎舜梵、刑可梔之隊友 於第13集向凌承祿示愛，成為其女友，於第18集分手，於第19集復合，於第25集成為其妻 |

### 郭家
| 演員   | 角色           | 暱稱／關係 |
| 蔣志光 | 郭皇普         | 郭生 運動用品品牌Sports Kingdom老闆 劉映雪之第二任丈夫 郭貝兒之繼父 袁力之好友 自從郭貝兒和袁力相認以及與凌承祿漸生情愫下，兩人關係日漸僵化，後和解 凌承祿之繼岳父 |
| 甄詠珊 | 劉映雪         | Michelle 郭皇普之妻 袁力之前妻，但在袁雙雙（郭貝兒）受傷的一事中，認定袁力「害死」了其女兒下憤而離婚 郭貝兒之母 凌承祿之岳母 於半年前病逝                          |
| 劉穎鏇 | 郭貝兒／袁雙雙 | Belle 跑步選手/短跑運動員 劉映雪之女 郭皇普之繼女 參見袁家 |
| 馬海倫 | 芳 姨          | 郭家之管家 |

### Sports Kingdom
| 演員   | 角色   | 暱稱／關係                                         |
| 蔣志光 | 郭皇普 | Sports Kingdom老闆 參見郭家                        |
| 陳山聰 | 袁 力  | 靂Sir、田鴨 跑步教練 Sports Kingdom代言人 參見袁家 |
| 謝可逸 | 金日祥 | 金秘書（郭皇普專稱） 郭皇普之管家                  |
| 泰 臣  | 范遠楠 | 軟稔稔 Sports Kingdom兼職售貨員 參見何家           |

### 何家
| 演員   | 角色   | 暱稱／關係 |
| 雪 妮  | 巧 嬌  | 何家富、何家欣、何家玲之母 翁美玉之家姑 范遠楠之岳母 |
| 譚偉權 | 何家富 | 翁美玉之夫 何家欣、何家玲之兄 范遠楠之大舅 |
| 朱凱婷 | 翁美玉 | 何家富之妻 何家欣、何家玲之嫂 范遠楠之大舅嫂 |
| 姚子羚 | 何家欣 | Carrie 報社編輯 何家富之妹 翁美玉之姑仔 何家玲之姊 范遠楠之大姨 黎舜梵之前女友 郭貝兒之繼母 馬麗奭之同事，經常被其針對 刑可梔之競爭對手 袁力之學員兼鬥氣冤家，後成為其女友 被錢瞻暗戀，後成為其女友，最後分手 |
| 趙希洛 | 何家玲 | 陽光小姐、Donna 錢瞻之秘書 范遠楠之妻 何家富、何家欣之妹 翁美玉之姑仔 錢衛之好友 於第19集懷孕 於第23集因發生意外而流產 於第25集再次懷孕，並誕下一名女兒                                                       |
| 泰 臣  | 范遠楠 | 軟稔稔 何家玲之夫 何家富、何家欣之妹夫 翁美玉之姑爺 凌承祿之好友 於第23集因何家玲流產一事而陷於自責 |

### 錢家
| 演員   | 角色  | 暱稱／關係 |
| 杜燕歌 | 錢 文 | 錢衞之父 錢瞻之伯父 |
| 胡諾言 | 錢 瞻 | James 錢衛之堂兄 錢文之侄子 追求何家欣，後為其男友，最後分手 於第23集狗場被人恐嚇時主張搬遷 於第24集被何家欣發現恐嚇狗場的人是他下屬，意味著收購的人是他，後來決定離開錢端集團發展自己的事業並祝福何家欣和袁力終成眷屬 |
| 林子善 | 錢 衞 | Silver 報社社長，後離開，接手錢端集團CEO之位 錢文之子 錢瞻之堂弟 凌承祿、何家玲之好友 |

### 競風社
| 演員            | 角色   | 暱稱／關係 |
| 張國強          | 高 安  | K.O.Sir 資深跑步教練 競風社創辦人 於第20集因心臟病發而暈倒，後於第21集病逝                                     |
| 陳山聰          | 袁 力  | 靂Sir 跑步教練 參見袁家                                                                                        |
| 崔錦棠          | 友 正  | Run Sir 跑步教練                                                                                               |
| 姚子羚          | 何家欣 | Carrie 跑步選手 袁力之學員 參見何家                                                                            |
| 劉穎鏇          | 郭貝兒 | Belle 跑步選手 於第4集加入競風社 袁力之學員 參見袁家                                                           |
| 李思雅          | 文笑清 | 前競風社學員，後來因高安批評其暗戀他人而感到不滿下背叛競風社 即使在自立門戶後仍處處針對該社 被封為「短跑女王」 |
| 蕭徽勇          | 陳敢強 | 袁力之學員 陳芷瑜之父                                                                                          |
| 寶珮如          | 秀 文  | 袁力之學員 智康之妻                                                                                            |
| 曾航生          | 智 康  | 秀文之夫 第3集成為競風社學員                                                                                   |
| 周寶霖          | 慧 嫻  | 袁力之學員 |
| 劉宸熙 （童年） | 麥宇笙 | 袁力之學員 黎舜梵、Jacqueline之子 於第23集去日本學習跑步                                                       |
| 楊凱博          | 麥宇笙 | 袁力之學員 黎舜梵、Jacqueline之子 於第23集去日本學習跑步                                                       |
| 蘇麗明          |        | 競風社社員 |
| 黃梓瑋          |        | 競風社社員 |
| 羅 鴻           |        | 競風社社員 |
| 曾慧雲          |        | 競風社社員 |

### 貼地誌報社
| 演員   | 角色    | 暱稱／關係 |
| 林子善 | 錢 衞   | Silver 報社社長，後離開，交接給刑可梔 參見錢家 |
| 羅天宇 | 凌承祿  | Zero 報社剪輯人員 宅男 錢衞、范遠楠之好友 於第8集登場 於第13集接受郭貝兒的示愛，成為其男友，於第18集分手，於第19集復合，於第25集成為其夫 郭皇普之繼女婿 袁力、劉映雪之女婿 袁柔、曾敬秋之侄女婿 曾念孝之表妹夫 |
| 姚子羚 | 何家欣  | Carrie 報社編輯 刑可梔之競爭對手 參見何家 |
| 陳自瑤 | 刑可梔  | Rickie、型姐 報社編輯，後Silver離開，接手報社社長 郭貝兒之隊友 何家欣之競爭對手 追求黎舜梵，後成為其女友 梅度之女友，於第9集分手 於第8集登場                                                                   |
| 黃文意 | 馬麗奭  | 瑪麗嘟 報社職員 何家欣之同事，經常針對其 |
| 鄧卓殷 | 戴芬妮  | Tiffany 報社職員 何家欣之同事 曾念孝之女友，後為其妻 袁柔、曾敬秋之媳婦 於第17集成為曾念孝女友 |
| 杜愛恩 | 阿 橙   | Orange 報社職員 何家欣之同事 |
| 陳俊堅 | 細J     | 報社職員 何家欣之同事 |
| 關曜儁 | 大D     | 報社職員 何家欣之同事 |
| 黃浩霆 | Tom Tom | 報社職員 何家欣之同事 |
| 鄧嘉傑 | 哈武士  | 於第11集登場 |
| 楊嘉欣 | Mable   | 於第11集登場 |

### 其他演員
| 演員   | 角色               | 暱稱／關係 |
| 張達倫 | 黎舜梵             | 阿梵、Franco 患有遺傳性視網膜色素變性，後漸漸失明 麥宇笙之父 Jacqueline、何家欣之前男友 郭貝兒之隊友 被刑可梔追求，後成為其男友 於第3、4集出現於何家欣的回憶中，於第5集正式登場 |
| 文凱玲 | Jacqueline         | 黎舜梵之前女友 麥宇笙之母 已結婚 於第4集登場 |
| 李君妍 | 程偲璇             | 大舊 熱愛跳舞 袁柔清潔公司員工 袁力之好友，暗戀其 於第12集登場，後來前往美國跳舞                                                                                                |
| 邵展鵬 |                    | 街坊（第1、7集） 競風社社員（第16集） |
| 彭翔翎 |                    | 街坊（第1、7集） |
| 馬俊傑 | 安 仔              | （第1集） |
| 關偉倫 |                    | 部長（第1、16集） |
| 陳苑澄 |                    | 創奇學員（第1－2集） |
| 吳天兒 |                    | 創奇學員（第1－2、5、10、20－21集） 面試生（第13集） 賓客／跑手（第25集） |
| 李顯曜 |                    | 創奇學員（第1集） |
| 鄧美欣 |                    | 創奇學員（第1集） |
| 黃子桐 |                    | 創奇學員（第1集） |
| 樓嘉豪 |                    | 創奇學員（第1集） |
| 伍禮騫 |                    | 創奇學員（第1集） |
| 鄔嘉駿 |                    | 創奇學員（第1、5、20集） 參賽者（第2集） 賓客／跑手（第25集） |
| 羅毓儀 |                    | 劇團成員（第1、8集） 參賽者（第2集） 創奇學員（第5、20集） 舞蹈員（第12集） 賓客／跑手（第25集）                                                                                |
| 林可悅 |                    | 劇團成員（第1、8集） 參賽者（第2集） 舞蹈員（第12集） 面試生（第13集） 賓客／跑手（第25集）                                                                                     |
| 李紹堅 |                    | 劇團成員（第1、8集） 參賽者（第2集） 舞蹈員（第12集） 面試生（第13集） 競風社社員（第16集） 跑手（第20集） 賓客／跑手（第25集）                                                 |
| 陳嘉俊 |                    | 劇團成員（第1、8集） 參賽者（第2集） 創奇學員（第20集） 賓客／跑手（第25集） |
| 李泓靖 |                    | 劇團成員（第1、8集） 參賽者（第2集） 面試生（第13集） 競風社社員（第20集） 賓客／跑手（第25集）                                                                                 |
| 方紹聰 | 蟻 仔              | （第1、8、12集） |
| 胡美貽 | 水                 | （第2、5－6、9、12－13、16集） |
| 潘冠霖 |                    | 女屋主（第2集） |
| 梁珈詠 |                    | Big Big Table侍應（第2、13－14集） |
| 廖家爵 |                    | 參賽者（第2集） 創奇學員（第5、20集） 工作人員（第7－8集） 賓客／跑手（第25集）                                                                                                 |
| 施焯日 |                    | 參賽者（第2集） 創奇學員（第5、20集） 舞蹈員（第12集） 賓客／跑手（第25集） |
| 陳嘉維 |                    | 參賽者（第2集） 創奇學員（第5集） 面試生（第13集） 員工（第20集） 賓客／跑手（第25集）                                                                                          |
| 蕭百成 |                    | 參賽者（第2集） 創奇學員（第5、20集） 賓客／跑手（第25集） |
| 馮柏堯 |                    | 參賽者（第2集） 面試生（第13集） 競風社社員（第20集） 賓客／跑手（第25集） |
| 林慧君 |                    | 參賽者（第2集） 職員（第15集） 競風社社員（第16、20集） 賓客／跑手（第25集） |
| 周亦鵬 |                    | 參賽者（第2集） 競風社社員（第16集） 跑手（第20集） 賓客／跑手（第25集） |
| 陳銳峰 |                    | 參賽者（第2集） 競風社社員（第16集） 跑手（第20集） 賓客／跑手（第25集） |
| 馮子亮 |                    | 參賽者（第2集） 競風社社員（第16、20集） 賓客／跑手（第25集） |
| 吳星疇 |                    | 參賽者（第2集） 賓客／跑手（第25集） |
| 蕭文諾 |                    | 參賽者（第2集） 賓客／跑手（第25集） |
| 文竣瑋 |                    | 參賽者（第2集） 樂手（第3集） 創奇學員（第20集） 賓客／跑手（第25集） |
| 黎文傑 |                    | 參賽者（第2集） 侍應（第10集） 跑手（第20集） 賓客／跑手（第25集） |
| 黎康祺 |                    | 參賽者（第2集） 舞蹈員（第12集） 競風社社員（第16、20集） 賓客／跑手（第25集）                                                                                                  |
| 傅啟濠 |                    | 參賽者（第2集） 演員（第12集） 跑手（第20集） 賓客／跑手（第25集） |
| 吳幸美 |                    | 記者（第3集） |
| 吳子   |                    | 樂手（第3集） |
| 鄭雋熹 |                    | 樂手（第3集） |
| 楊希媛 | 陳芷瑜             | 陳敢強之女（第3－5集） |
| 沈可欣 |                    | 陳敢強之妻 陳芷瑜之母（第4集） |
| 衛志豪 | 王Sir              | （第5、8集） |
| 鍾梓甜 |                    | 記者（第5－6集） |
| 范仲   |                    | 記者（第5－6集） |
| 葉家泓 |                    | 記者（第6集） |
| 古天祥 | 梅 度              | 刑可梔之男友，於第9集分手（第8－9、23集） |
| 袁潔儀 |                    | 女客人（第12集） |
| 蘇恩磁 |                    | 老闆娘（第12、22集） |
| 楊證樺 | 陳 文              | （第12、23集） |
| 楊證樺 | 店長（第16、20集） | |
| 沈愛琳 |                    | 店主（第14集） |
| 溫裕紅 | 歡 姐              | （第14、20－21、23－24集） |
| 楊家寶 |                    | 職員（第15集） |
| 楊家寶 | 媽媽（第22集）     | |
| 李善   |                    | 負責人（第15集） |
| 丁樂鍶 |                    | 女客人（第16集） |
| 朱斐斐 |                    | 姑娘（第17集） |
| 葉蒨文 | Sophia             | 錢衛女友之一（第18集） |
| 煒 烈  | Uncle Yu           | （第18、24集） |
| 鄧永健 |                    | 醫生（第19集） |
| 曾海昌 |                    | 經理（第19集） |
| 梁雯蔚 |                    | 客人（第19集） |
| 黃錫安 | 君 樂              | （第20集） |
| 樊亦敏 |                    | 戴芬妮之母（第21集） |
| 何泳芍 |                    | 護士（第21－22集） |
| 莫家淦 |                    | 醫生（第21－22集） |
| 張智軒 |                    | 水電師傅（第22集） |
| 盧偉文 | Gary               | （第23－24集） |
| 黃凱琪 |                    | 美女（第23集） |
| 呂善婷 |                    | 護士（第23集） |
| 李梓謙 |                    | 路人（第23集） |
| 區軒瑋 |                    | 律師（第25集） |

## 片尾語錄
1. 跑步從來都要放手
2. 最遙遠的不是距離 而是放棄（改編自張小嫻愛情金句）
3. 我跑步 所以我存在
4. 人生任何值得你去做的事都不易
5. 成功的道路從不擠迫 因為堅持的人不多
6. 我早已遇到我的超級英雄 他就是我自己
7. 人生像馬拉松 主要的不是贏在起跑線 而是大家終點見
8. 奇跡不是我完成的 奇跡是我有勇氣開始
9. 一條溫度的繩 牽引我們彼此
10. 汗流多一點 眼淚就流少一點
11. 心沒有放棄 身體就會跟隨

## 收視
本劇於香港無綫電視翡翠台及myTV SUPER七日跨平台總收視之紀錄：
| 週次 | 集數   | 日期                         | 平均收視 | 最高收視 | 備註                         |
| 1    | 1－5   | 2021年3月8日－2021年3月12日  | 18.8點   | 20.6點   | 第1集七天跨平台總收視20.6點  |
| 2    | 6－10  | 2021年3月15日－2021年3月19日 | 19.1點   | 19.7點   | 第9集七天跨平台總收視19.7點  |
| 3    | 11－15 | 2021年3月22日－2021年3月26日 | 18.6點   |          |                              |
| 4    | 16－20 | 2021年3月29日－2021年4月2日  | 19.8點   |          |                              |
| 5    | 21－25 | 2021年4月5日－2021年4月9日   | 20.1點   | 21.5點   | 第25集七天跨平台總收視21.5點 |
| 全劇 | 全劇   | 全劇                         | 19.3點   | 21.5點   |                              |

## 獎項及提名

### 萬千星輝頒獎典禮2021
| 年份   | 獎項                      | 單位                 | 結果     |
| ------ | ------------------------- | -------------------- | -------- |
| 2021年 | 最佳劇集                  | 《大步走》           | 提名     |
| 2021年 | 馬來西亞最喜愛TVB電視劇集 | 《大步走》           | 提名     |
| 2021年 | 最佳男主角                | 陳山聰               | 提名     |
| 2021年 | 馬來西亞最喜愛TVB男主角   | 陳山聰               | 提名     |
| 2021年 | 最佳女主角                | 姚子羚               | 提名     |
| 2021年 | 馬來西亞最喜愛TVB女主角   | 姚子羚               | 提名     |
| 2021年 | 最受歡迎電視男角色        | 袁 力（陳山聰 飾）   | 提名     |
| 2021年 | 最佳男配角                | 羅天宇               | 提名     |
| 2021年 | 飛躍進步男藝員            | 方紹聰               | 最後十強 |
| 2021年 | 飛躍進步男藝員            | 羅天宇               | 獲獎     |
| 2021年 | 飛躍進步女藝員            | 劉穎鏇               | 最後十強 |
| 2021年 | 最受歡迎電視歌曲          | 逆看風（鄭俊弘主唱） | 提名     |
| 2021年 | 最受歡迎電視拍檔          | 陳山聰、姚子羚       | 提名     |

## 外部連結
- 《大步走》逆風前行 跑出人生路 （页面存档备份，存于）.TVB Weekly.2021-03-08
- 豆瓣电影上《大步走》的資料 （简体中文）

## 電視節目的變遷
| 香港 無綫電視翡翠台／ 澳門 TVB Anywhere翡翠台 星期一至五 21:30－22:30 | 香港 無綫電視翡翠台／ 澳門 TVB Anywhere翡翠台 星期一至五 21:30－22:30 | 香港 無綫電視翡翠台／ 澳門 TVB Anywhere翡翠台 星期一至五 21:30－22:30 |
| --------------------------------------------------------------------- | --------------------------------------------------------------------- | --------------------------------------------------------------------- |
|                                                                       | 大步走 （2021年3月8日－2021年4月9日）                                 |                                                                       |
| 陀槍師姐2021 （2021年1月25日－2021年3月5日）                          | 伙記辦大事 （2021年4月12日－2021年5月23日）                           |                                                                       |

| 翡翠台香港時區 星期一至五 21:30－22:30       | 翡翠台香港時區 星期一至五 21:30－22:30      | 翡翠台香港時區 星期一至五 21:30－22:30 |
| -------------------------------------------- | ------------------------------------------- | -------------------------------------- |
|                                              | 大步走 （2021年3月8日－2021年4月9日）       |                                        |
| 陀槍師姐2021 （2021年1月25日－2021年3月5日） | 伙記辦大事 （2021年4月12日－2021年5月23日） |                                        |

| 新加坡翡翠台 星期一至五 21:30－22:30         | 新加坡翡翠台 星期一至五 21:30－22:30        | 新加坡翡翠台 星期一至五 21:30－22:30 |
| -------------------------------------------- | ------------------------------------------- | ------------------------------------ |
|                                              | 大步走 （2021年3月8日－2021年4月9日）       |                                      |
| 陀槍師姐2021 （2021年1月25日－2021年3月5日） | 伙記辦大事 （2021年4月12日－2021年5月23日） |                                      |

| 美国 TVB1 星期一至五 劇場 東岸時間 21:00－22:00      | 美国 TVB1 星期一至五 劇場 東岸時間 21:00－22:00 | 美国 TVB1 星期一至五 劇場 東岸時間 21:00－22:00 |
| ---------------------------------------------------- | ----------------------------------------------- | ----------------------------------------------- |
|                                                      | 大步走 （2021年3月8日－2021年4月9日）           |                                                 |
| 陀槍師姐2021 （2021年1月25日－2021年3月5日）         | 伙記辦大事 （2021年4月12日－2021年5月23日）     |                                                 |
| 美国 TVBSF 星期一至五 黃金劇場 西岸時間 22:00－23:00 |                                                 |                                                 |
| 陀槍師姐2021 （2021年1月25日－2021年3月5日）         | 大步走 （2021年3月8日－2021年4月9日）           | 伙記辦大事 （2021年4月12日－2021年5月23日）     |

| 马来西亚 Astro AOD 星期一至五 21:30－22:30   | 马来西亚 Astro AOD 星期一至五 21:30－22:30                            | 马来西亚 Astro AOD 星期一至五 21:30－22:30 |
| -------------------------------------------- | --------------------------------------------------------------------- | ------------------------------------------ |
|                                              | 大步走 （2021年3月8日－2021年4月9日） （标清版本于2021年3月15日停播） |                                            |
| 陀槍師姐2021 （2021年1月25日－2021年3月5日） | 伙記辦大事 （2021年4月12日－2021年5月23日）                           |                                            |

| 马来西亚、 菲律賓 翡翠台 星期一至五 21:30－22:30 | 马来西亚、 菲律賓 翡翠台 星期一至五 21:30－22:30 | 马来西亚、 菲律賓 翡翠台 星期一至五 21:30－22:30 |
| ------------------------------------------------ | ------------------------------------------------ | ------------------------------------------------ |
|                                                  | 大步走 （2021年3月8日－2021年4月9日）            |                                                  |
| 陀槍師姐2021 （2021年1月25日－2021年3月5日）     | 伙記辦大事 （2021年4月12日－2021年5月23日）      |                                                  |

| 加拿大 新時代電視2高清台 西岸時間／溫哥華 星期一至五 17:30－18:30 | 加拿大 新時代電視2高清台 西岸時間／溫哥華 星期一至五 17:30－18:30 | 加拿大 新時代電視2高清台 西岸時間／溫哥華 星期一至五 17:30－18:30 |
| ----------------------------------------------------------------- | ----------------------------------------------------------------- | ----------------------------------------------------------------- |
|                                                                   | 大步走 （2021年3月8日－2021年4月9日）                             |                                                                   |
| 陀槍師姐2021 （2021年1月25日－2021年3月5日）                      | 伙記辦大事 （2021年4月12日－2021年5月23日）                       |                                                                   |
| 東岸時間／多倫多 星期一至五 20:30－21:30                          |                                                                   |                                                                   |
| 陀槍師姐2021 （2021年1月25日－2021年3月5日）                      | 大步走 （2021年3月8日－2021年4月9日）                             | 伙記辦大事 （2021年4月12日－2021年5月23日）                       |

| 澳洲 翡翠台 星期二至六 21:30－22:30          | 澳洲 翡翠台 星期二至六 21:30－22:30         | 澳洲 翡翠台 星期二至六 21:30－22:30 |
| -------------------------------------------- | ------------------------------------------- | ----------------------------------- |
|                                              | 大步走 （2021年3月9日－2021年4月10日）      |                                     |
| 陀槍師姐2021 （2021年1月26日－2021年3月6日） | 伙記辦大事 （2021年4月13日－2021年5月24日） |                                     |

| 新加坡 HUB娛家戲劇台 星期一至五 19:00－20:00 | 新加坡 HUB娛家戲劇台 星期一至五 19:00－20:00 | 新加坡 HUB娛家戲劇台 星期一至五 19:00－20:00 |
| -------------------------------------------- | -------------------------------------------- | -------------------------------------------- |
|                                              | 大步走 （2021年6月10日－2021年7月14日）      |                                              |
| 燕雲台 （2021年4月5日－2021年6月9日）        | 失憶24小時 （2021年7月15日－2021年8月20日）  |                                              |

| 马来西亚 八度空间 周末TVB 星期六和日 19:00 - 20:00 | 马来西亚 八度空间 周末TVB 星期六和日 19:00 - 20:00 | 马来西亚 八度空间 周末TVB 星期六和日 19:00 - 20:00 |
| -------------------------------------------------- | -------------------------------------------------- | -------------------------------------------------- |
|                                                    | 大步走 (2023年4月30日—2023年7月23日） 13           |                                                    |
| 我家无难事 (2023年2月4日—2023年4月29日)            | 痞子殿下 (2023年7月29日—2023年10月21日)            |                                                    |